# 305-мм гаубица Виккерса
305-мм осадная гаубица Виккерса (12-дюймовая гаубица [BL 12-inch howitzer]) — орудие большой мощности британской и русской армий в Первую мировую войну производства компании Виккерс. Перевозилась исключительно артиллерийскими тягачами. Закуплены для тяжёлой артиллерии особого назначения Россией в Британии вместе с тягачами и снарядами.

## История применения
8 октября 1914 года ГАУ заключило контракт с фирмой Виккерса на поставку четырёх 305-мм осадных гаубиц по цене 310 тысяч рублей за штуку и 3200 фугасных снарядов по цене 640 рублей за штуку(с конечным сроком — июль 1915 года). Заодно для возки 305-мм и 203-мм гаубиц в Англии было заказано сто сорок три трактора. 2 декабря 1914 года последовал новый заказ на пять гаубиц (с конечным сроком — октябрь 1915 года) и 4000 фугасных снарядов. Общая стоимость второго заказа — 147 тысяч фунтов стерлингов.
В 1915 году в Россию из Англии поступили две 305-мм гаубицы, семь остальных прибыли в 1916 году. К к весне 1917 года восемь 305-мм гаубиц Виккерса вошли в состав ТАОН в один дивизион 202-й артиллерийской бригады. Из них сформировали четыре батареи литера «Д». Дальнейшую судьбу этих гаубиц установить не удалось. Во всяком случае, к 1922 году в РККА или на складах комплектных 305-мм гаубиц Виккерса не было. В мае 1922 года три лафета из-под этих гаубиц направили на Тамбовский артсклад. Снаряды от 305-мм гаубиц Виккерса в советское время вошли в боекомплект 305-мм гаубиц образца 1915 года.

## Характеристики и свойства боеприпасов
| Номенклатура боеприпасов                  |            |                   |              |                         |                        |
| Тип                                       | Индекс ГАУ | Масса снаряда, кг | Масса ВВ, кг | Начальная скорость, м/с | Дальность табличная, м |
| Пушечные гранаты                          |            |                   |              |                         |                        |
| Фугасный снаряд для 12-дм гаубиц Виккерса | 53-Ф-724К  | 344               | 54,8         | 362                     | 10 300                 |

Всё по